# Фюрстенберг, Татьяна фон
Татьяна Дезире фон Фюрстенберг (англ. Tatiana von Fürstenberg; род. 16 февраля 1971) — американский художественный куратор, певица, актриса, филантроп и кинорежиссер.

## Ранние годы
Татьяна фон Фюрстенберг родилась в Нью-Йорке в семье модельеров принца Эгона фон Фюрстенберга (1946—2004) и Дианы фон Фюрстенберг (род. 1946). По материнской линии она имеет еврейские корни из Молдавии и Греции. По отцовской линии она имеет немецкое и итальянское происхождение и является членом дома Фюрстенбергов. Её дедушкой и бабушкой по отцовской линии были принц Тассило цу Фюрстенберг и Клара Аньелли, сестра председателя компании Fiat Джанни Аньелли. У неё старший брат — принц Александр фон Фюрстенберг (род. 1970) и четверо племянников — Талита фон Фюрстенберг, Тассило фон Фюрстенберг, Леон фон Фюрстенберг и Вито фон Фюрстенберг.
Её родители развелись в 1972 году, но бывшим супругам удалось сохранить хорошие отношения, и у Татьяны были прекрасные отношения как с бабушками по материнской, так по отцовской линии, пережившими Холокост Лилиан Нахмиас и Аньелли. Когда ей было шесть лет, её мать выпустила духи «Татьяна», названные в её честь. Получив образование в школе Крэнборн-Чейз , она поступила в Университет Брауна и изучала современную культуру, средства массовой информации, сравнительную литературу и образование . После окончания университета в 1991 году она закончила аспирантуру по прикладной психологии в Нью-Йоркском университете. Её мать снова вышла замуж за Барри Диллера в 2001 году.

## Карьера
В 1992 году Татьяна фон Фюрстенберг позировала для эротической книги Мадонны «Секс» и снималась в документальном видео о создании этой книги. Позднее в том же году она вместе с другими знаменитостями из книги снялась в музыкальном клипе на сингл Мадонны Erotica. Также в 1992 году Татьяна фон Фюрстенберг снялась в эпизодических ролях в фильмах «Чуткий сон» и «Дракула Брэма Стокера». Также она позировала фотографу Ричарду Аведону для журнала «Эгоист».
В соавторстве с Франческой Грегорини Татьяна фон Фюрстенберг была сорежиссером и продюсером фильма 2009 года «Таннер Холл», который был участником Международного кинофестиваля в Торонто и был удостоен Гран-при жюри как лучший игровой художественный фильм.
В 2010 году она написала, сняла и продюсировала короткометражный фильм «Тирольская Ривьера». В следующем году Татьяна фон Фюрстенберг сняла короткометражный фильм под названием «Путешествие платья» с участием Таяне Леао и Чжан Хуаня для осенней коллекции DvF. В 2012 году она сыграла роль Перл в короткометражном фильме Tependris Rising. В 2013 году она снова сотрудничала с Франческой Грегорини, спродюсировав драматический игди-триллер «Эмануэль и правда о рыбах».
Фон Фюрстенберг — автор песен и солист группы Playdate. Группа была основана в 1999 году и состоит из фон Фюрстенберг, Эндрю Брэдфилда и Брайана Буллетта, которые познакомилась, когда учились в Университете Брауна. Одна из песен группы, Moet & Chandon, была включена в саундтрек к фильму «Таннер Холл».
Фон Фюрстенберг работала в фирме «Стайнберг и сыновья», открыв филиал нью-йоркской компании на западном побережье и предоставив независимым дизайнерам помещения для продажи своих работ. Она была сокуратором галереи в Нью-Йорке и директором семейного фонда Диллера — фон Фюрстенберг.
В 2016 году Татьяна фон Фюрстенберг сотрудничала с организацией Black and Pink, организовав художественную выставку под названием On The Inside, в которой были представлены работы заключенных ЛГБТ-художников. Выставка давала представление о проблемах и опасностях, с которыми сталкиваются ЛГБТ-заключенные, подвергающиеся более высокому риску, чем заключенные не из ЛГБТ, включая сексуальное и физическое насилие, а также меньшую эмоциональную и финансовую поддержку со стороны семей из-за их сексуальной ориентации или гендерной идентичности. Выставка проходила в Центре искусств Абронса. Коллекция были также доступны для просмотра в интернете. Фон Фюрстенберг включил в шоу интерактивный элемент, в котором зрители могли переписываться с заключенными художниками через специальную службу.

## Личная жизнь
В 2000 году Татьяна фон Фюрстенберг родила дочь Антонию от актёра и писателя Рассела Штайнберга. Через два года пара поженилась, но развелась в 2014 году.
В 2010 году Татьяна фон Фюрстенберг построила монтажную студию в своем доме в Лос-Фелисе. Она также владеет бывшим домом писателя Нормана Мейлера в Провинстауне.